# Jim Bakken
James LeRoy Bakken (Madison, 2 novembre 1940) è un ex giocatore di football americano statunitense che ha giocato nel ruolo di placekicker per tutta la carriera con i St. Louis Cardinals della National Football League (NFL). Al college giocò a football a Wisconsin.

## Carriera professionistica
Bakken fu scelto dai St. Louis Cardinals nel corso del settimo giro (88º assoluto) del Draft NFL 1962. Vi giocò per tutta la carriera, terminata nel 1978, venendo convocato per quattro Pro Bowl. Nel 1967 stabilì un record NFL segnando 7 field goal in una partita (su nove tentativi, un altro record). Tale primato fu pareggiato da Rich Karlis nel 1989, Chris Boniol nel 1996 e Billy Cundiff nel 2003, prima di essere superato da Rob Bironas con otto in una gara del 2007.

## Palmarès

### Individuale
- Convocazioni al Pro Bowl: 4
- Formazione ideale della NFL degli anni 1960
- Formazione ideale della NFL degli anni 1970

## Statistiche
| Partite totali       | 234 |
| Field goal segnati   | 282 |
| Field goal segnati   | 447 |
| Field goal più lungo | 49  |